# Phintella debilis
Phintella debilis là một loài nhện trong họ Salticidae.
Loài này thuộc chi Phintella. Phintella debilis được Tord Tamerlan Teodor Thorell miêu tả năm 1891.